# Csanádapáca
Csanádapáca ist eine ungarische Gemeinde im Kreis Orosháza im Komitat Békés.

## Geografische Lage
Csanádapáca liegt 23 Kilometer südwestlich des Komitatssitzes Békéscsaba und 17 Kilometer südöstlich der Kreisstadt Orosháza. Nachbargemeinden sind Gerendás, Csabaszabadi, Medgyesbodzás, Nagybánhegyes, Kaszaper und Pusztaföldvár.

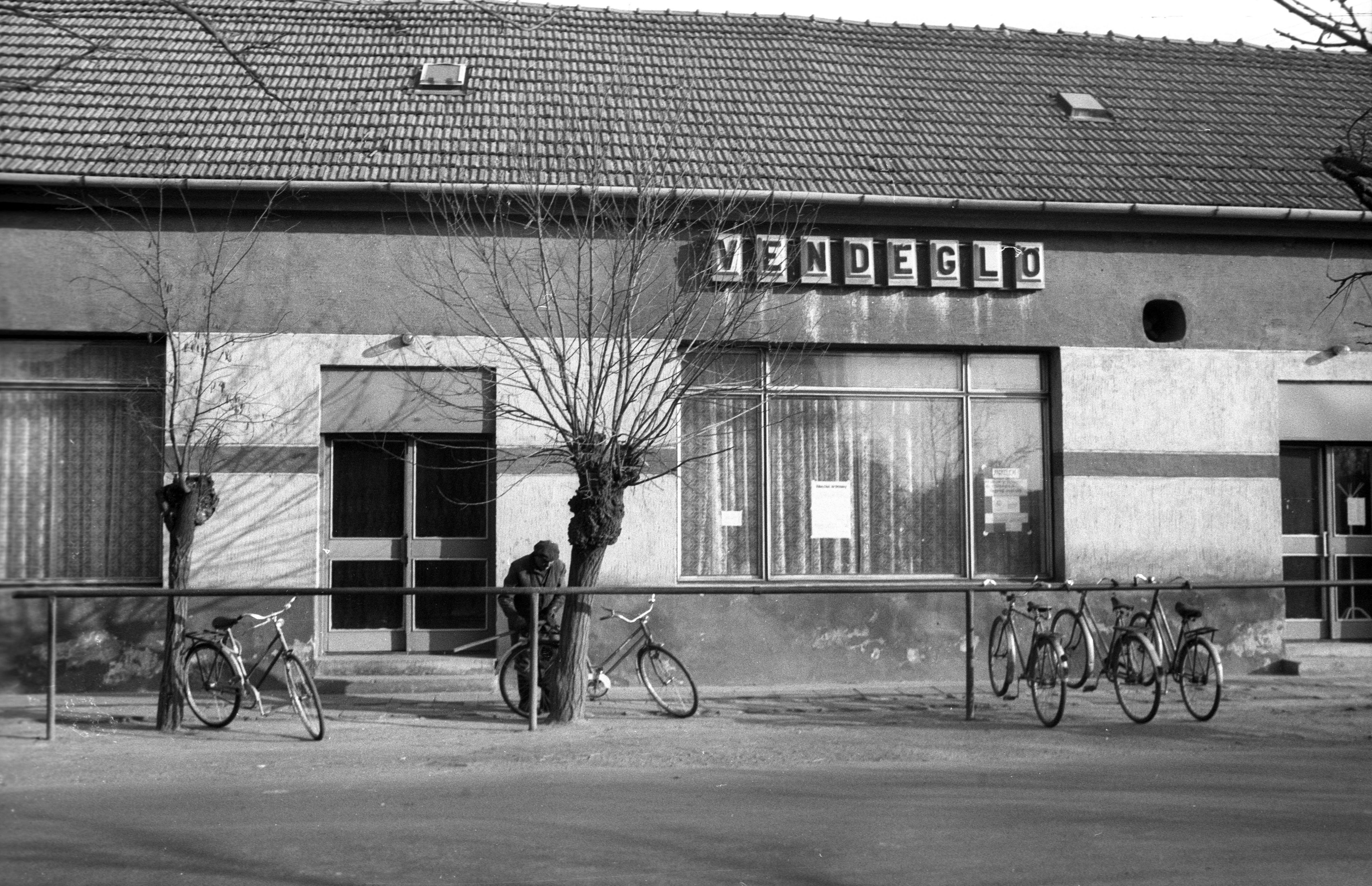
Gaststätte (1983)

## Geschichte
Bei Ausgrabungen im Gemeindegebiet wurden bedeutende Funde aus der Bronzezeit gefunden, von denen einige im Militärhistorischen Museum Budapest aufbewahrt werden. Zweimal wurde die Siedlung zerstört, einmal im 13. Jahrhundert durch die Tataren und Ende des 16. Jahrhunderts  durch die Türken. Nach der Vertreibung der Türken gelangte das Gebiet in den Besitz des staatlichen Schatzamtes und wurde verpachtet, hauptsächlich zum Zweck der Tierhaltung. Im Jahr 1821 pachtete ein  Unternehmer vom Schatzamt, um Tabakanbau zu betreiben. 1836 wurde der Ort offiziell unter dem Namen Nagy Apácza Kertész registriert. 1857 wurde die erste Schule gebaut und 1859 römisch-katholische Kirche fertiggestellt. Im Jahr 1908 änderte der Innenminister den Namen des Ortes in Csanádapácza. Im Jahr 1913 gab es in der damaligen Großgemeinde 644 Häuser und 1370 Einwohner auf einer Fläche von 8919  Katastraljochen. Sie gehörte zu dieser Zeit zum Bezirk Mezőkovácsháza im Komitat Csanád.

## Söhne und Töchter der Gemeinde
- Gábor Urbán (1901–1984), Komponist

## Sehenswürdigkeiten
- 1848er-Denkmal
- Béla-Gyarmati-Gedenktafel, erschaffen von Gábor Mihály
- Evangelische Kirche, erbaut 1896
- Heimatgeschichtliche Sammlung (Helytörténeti gyűjtemény)
- János-Arany-Büste, erschaffen 1976 von Tamás Vigh
- János-Apáczai-Csere-Gedenktafel, erschaffen von Csaba Laczik
- Jüdischer Friedhof
- Kakasfesztivál
- Römisch-katholische Kirche Nagyboldogasszony, 1858–1859 erbaut, 1959 renoviert, mit Fenstern des Glaskünstlers József Palka aus dem Jahr 1916
- Skulpturdenkmal Dohánytermesztő, erschaffen von Gábor Mihály

## Verkehr
In Csanádapáca treffen die Landstraße Nr. 4429, Nr. 4432 und Nr. 4453 aufeinander. Es bestehen Busverbindungen nach Orosháza, Békéscsaba, Medgyesegyháza und Tótkomlós. Der nächstgelegene Bahnhof befindet sich nördlich in Csorvás.